# پترو پالیودا
پترو پالیودا (انگلیسی: Petro Palyvoda؛ زادهٔ ۱۹۵۹) شاعر، ترجمه اهل اوکراین است.